# Ґача-гра
Гача-гра (англ. Gacha game) — це підтип відеоігор, що реалізують механіку «гачапонів» (англ. gashapon, яп. ガシャポン, торгових автоматів з іграшками) для отримання віртуальних предметів. Подібно до лутбоксів (призових скриньок) у інших відеоіграх, гача-ігри спонукають гравців витрачати ігрову валюту, щоб отримати випадковий віртуальний предмет. Більшість із цих ігор — формально безкоштовні мобільні ігри, де «гача» слугує стимулом витрачати реальні гроші, купуючи за них віртуальну валюту для пришвидшення прогресування в грі.
Ігрова модель «гачі» почала широко застосовуватися на початку 2010-х років, особливо в Японії. Майже всі найдохідніші мобільні ігри в Японії використовують її, і це стало невід'ємною частиною японської культури мобільних ігор. Ігровий механізм також все частіше використовується в китайських та корейських іграх.

## Модель
У цих іграх зазвичай є велика кількість персонажів, колекційних карток чи інших предметів, але гравці можуть отримати більшість з них лише за допомогою механізму «гачі». Гравцям пропонується «тягнути» або «крутити» аналог колеса рулетки в ігровому автоматі, використовуючи певну кількість ігрової валюти, яка надасть випадкового персонажа, карту чи інший предмет. Іноді пропозиції «гачі» обмежені, так що конкретні призи можна отримати лише протягом певного періоду часу. Оскільки деякі нагороди мають менший шанс з'явитись, зазвичай гравці мусять «крутити гачу» багато разів, перш ніж отримати бажаний результат.
У багатьох іграх ця модель необхідна гравцям для прогресу в грі. Гравці можуть отримувати перші предмети безкоштовно або зі знижкою, але їм потрібно заплатити, щоб отримати більше. У цих іграх також можуть бути різні рівні витягування «гачі», які дають різні набори винагород.
Модель порівнюється з моделлю колекційних ігор для торгівлі картками, а також з азартними іграми. Тутешній аспект монетизації включає модель, коли невелика частка гравців, які витрачають надзвичайно велику суму грошей на «гачу» через покупки в грі, забезпечують більшу частину фінансування її власникам, з чого фінансується підтримання гри. Тим самим також надаються своєрідні субсидії гравцям, які можуть витратити менші суми грошей, або навіть грати вільно, взагалі не витрачаючи грошей. Гравців, що часто витрачають кошти в іграх, в побуті називають «китами».

## Різновиди

### Цілковита гача
«Цілковита гача» (англ. Complete gacha), скор. як «kompu gacha» або «compu gacha» — модель монетизації, що була популярна в японських відеоіграх для мобільних телефонів до 2012 року, коли її було визнано незаконною агентством з питань споживачів Японії. Згідно з правилами «цілковитої гачі», гравцям належить в ході багатьох спроб, на які витрачаються гроші, зібрати колекцію предметів, щоб об'єднати їх у один рідкісніший предмет. Перші кілька предметів у наборі можна швидко придбати, чим заохочується пошук наступних. Однак що менше предметів лишається зібрати, то менша ймовірність знайти ті, яких бракує. Це особливо помітно, якщо у грі є велика кількість «звичайних» предметів однакової цінності, оскільки з часом виникає потреба в єдиному, конкретному предметі, який неможливо здобути, покладаючись на вміння в грі.

### Коробкова гача
«Коробкова гача» (англ. Box gacha) — це набір віртуальних предметів, які випадають з відомою заздалегідь ймовірністю. Популярність моделі зростала приблизно в той час, коли «цілковита гача» стала зазнавати обширної критики. Коли з коробки отримуються менш цінні предмети, ймовірність у подальшому отримати бажаний цінніший предмет зростає. Таким чином, якщо гравець готовий витрачати достатньо коштів, то зрештою може отримати всі бажані предмети. З огляду на це, можна передбачити скільки грошей знадобиться, щоб здобути бажаний предмет.

### Повторна гача
Модель дозволяє гравцеві повторно «крутити гачу», якщо він отримав небажаний результат. Деякі ігри пропонують цю функцію безкоштовно. В іграх, які пропонують новим гравцям на початку першу безкоштовну спробу, можлива експлуатація цієї механіки, коли гравці створюють численні нові акаунти, щоб заходячи з них у гру, зрештою отримати бажаний рідкісний предмет або вигідні стартові умови.

### Послідовна гача
«Послідовна гача» збільшує шанси отримати рідкісні трофеї, коли гравець виконує велику кількість «прокруток» поспіль. Замість платити за кожну окрему «прокрутку», пропонується оплатити одразу декілька, при цьому шанси випадіння цінних предметів у кожній спробі дещо зростають. Всі випалі предмети видаються разом, коли послідовність «прокруток» завершується.

### Підсилювальна гача
За допомогою «підсилювальної гачі» шанси гравця витягнути рідкісний чи потрібний саме зараз предмет зростають на певний термін. Ця гача дуже популярна для отримання витратних матеріалів в іграх, оскільки з кожною спробою існує шанс отримати їх більше, ніж звичайними рутинними способами.